# Rothschildia spondiae
Rothschildia spondiae är en fjärilsart som beskrevs av De la Rocha. 1869. Rothschildia spondiae ingår i släktet Rothschildia och familjen påfågelsspinnare. Inga underarter finns listade.